# Scramble (datorspel)
Scramble har även betydelse inom golf, se Lista över golftermer.
Scramble är ett arkadspel i shoot 'em up-genren utvecklat av Konami 1981, utgivet av Stern. Spelaren styr ett rymdskepp i en sidoscrollande bergsmiljö.